# 谢小铨
谢小铨（1970年7月—）籍贯重庆潼南，中国国家博物馆副馆长。

## 生平
谢小铨是博士研究生学历。2009年6月加入中国共产党。1995年8月参加工作。1995年8月到2004年8月，任中国历史博物馆保管部助理馆员、馆员。2004年8月到2008年7月，任中国文物信息咨询中心文物鉴定研究室、事业发展部副主任（副处级）。2008年7月，任中国国家博物馆美术工作部主任。2012年2月，任中国国家博物馆藏品保管一部主任。2016年8月，任中国国家博物馆副馆长。